# بهشار
بهشار یکی از دهکده های ولسوالی شغنان می باشد  که با تأسیس این ولسوالی در سال ۱۳۶۶ به عنوان مرکز آن تعیین گردید است.

## جغرافیا
مساحت قریه بهشار ۳۳۱.۴۹۳ کیلومترمربع است این قریه از شرق متصل به آمو دریا پیوست به  کشور تاجکستان از غرب به خنج و دولت شاهی از جنوب شرقی به قریه ده مرغان از جنوب به قریه ویر از جنوب غربی به قریه غارجوین پستیو و از شمال به قریه سرچشمه احاطه گردیده است.

## مردم
باشندگان این قریه را شغنانیان تشکیل می‌دهند که به زبان شغنی حرف می‌زنند و مردم بهشار به زبان فارسی نیز آشنایی دارند. بیشتر از چهار صد خانواده در این دهکده زندگی می کنند و اکثریت مردم این قریه اسماعیلیه مذهب هستند. تنها دو خانواده از از باشندگان  شیعیان دوازده امامی و یک خانواده سنی  می‌باشند.

## ناحیه ها
قریه بهشار دارای چهارده ناحیه بوده که  شامل : روم باغ ، سبدیج ، لاچید ، پرویز ، رداج ، بهر پنجه قلعه ، بزخ ، رجیستک ، باور ، خاور ، دشت ، اندیز و یازگام میباشند.

## منابع

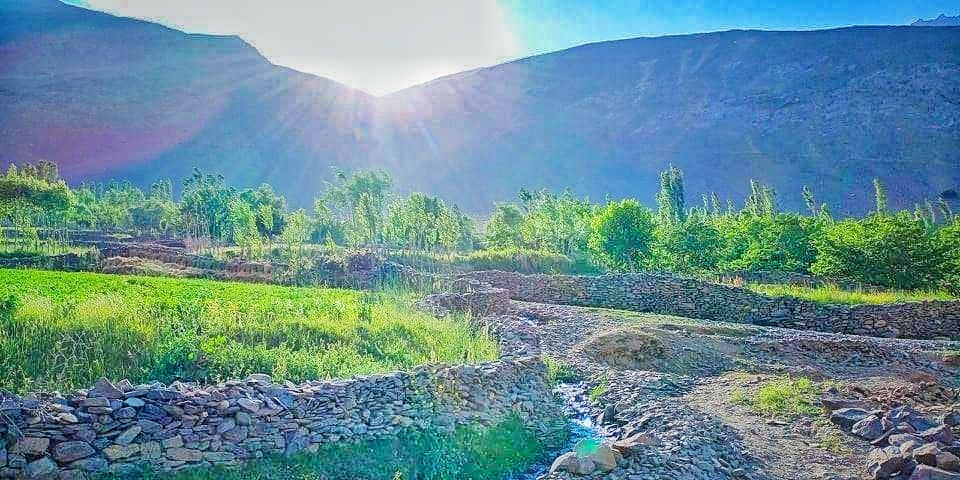
ناحیه بهر پنجه قلعه

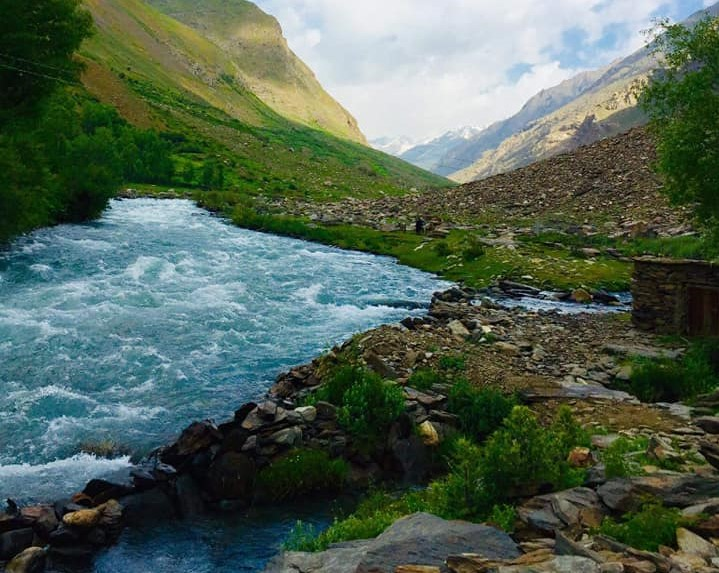
ناحیه یازگام

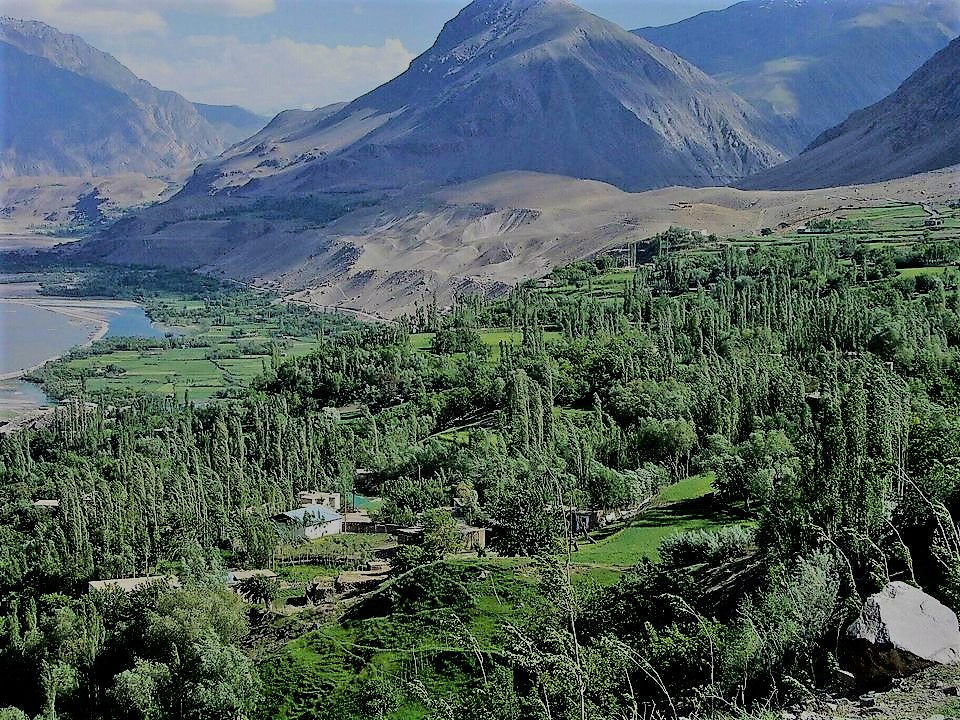
ناحیه لاچید ، رداج و قسمتی از دشت